# Hikaru Ninomiya
Hikaru Ninomiya (二宮 ひかる) est une mangaka japonaise née le 26 janvier 1967. 

## Œuvres prépubliées
- 2009 : "...Gokko" (「…ごっこ」)
- 2007 - 2009 : Sugar wa otoshigoro (シュガーはお年頃）
- 2003 - 2004] : Inu hime (犬姫様）
- 2002 - Baby Leaf (ベイビーリーフ - l'histoire est une préquelle à Honeymoon salad）
- 2000 - 2002 : Honeymoon salad  (ハネムーンサラダ）
- 1998 - 1999 Naive (ナイーヴ）

### Compilations
- 2007 : Omoide （おもいで,  (ISBN 4785928050)）
- 2002 : Fukushu no youni （復讐のように,  (ISBN 4592132904)）
- 1998 : Hatsukoi （初恋,  (ISBN 4592133005)）
- 1997 : Futari de asa made (ふたりで朝まで,  (ISBN 4592130154)）
- 1997 : Saitei!! (最低!!,  (ISBN 4592136608)）
- 1996 : Koibito no jouken (恋人の条件,  (ISBN 4592136233)）
- 1996 : Yuuwaku (誘惑,  (ISBN 4592136241)）